# 动物凶猛
《动物凶猛》是王朔所著中篇小说，发表于《收获》1991年第6期。1994年由姜文改编为电影《阳光灿烂的日子》。